# Tel Baruch

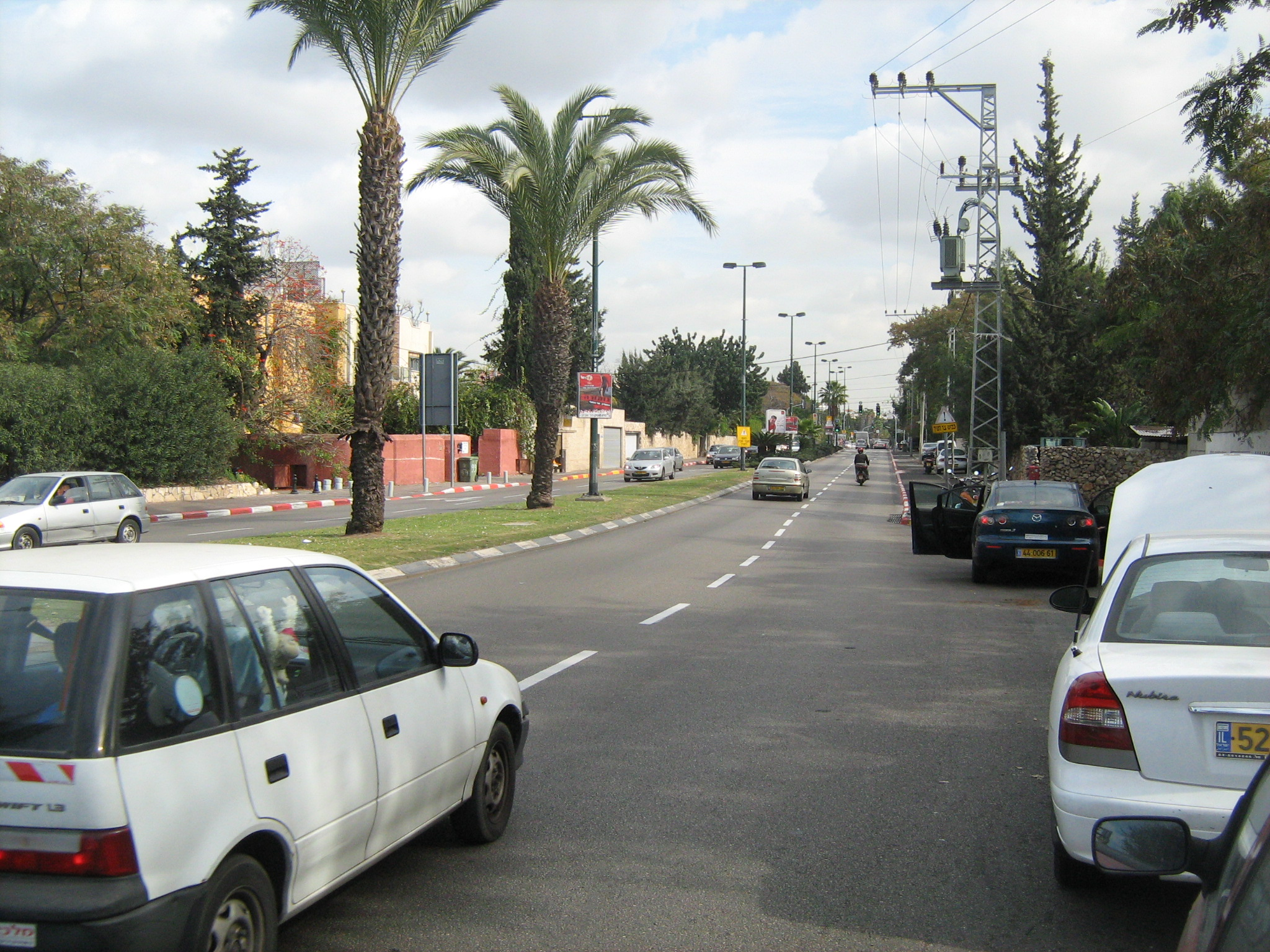
Zástavba ve čtvrti Tel Baruch, třída Sderot Keren kajemet le-Jisra'el

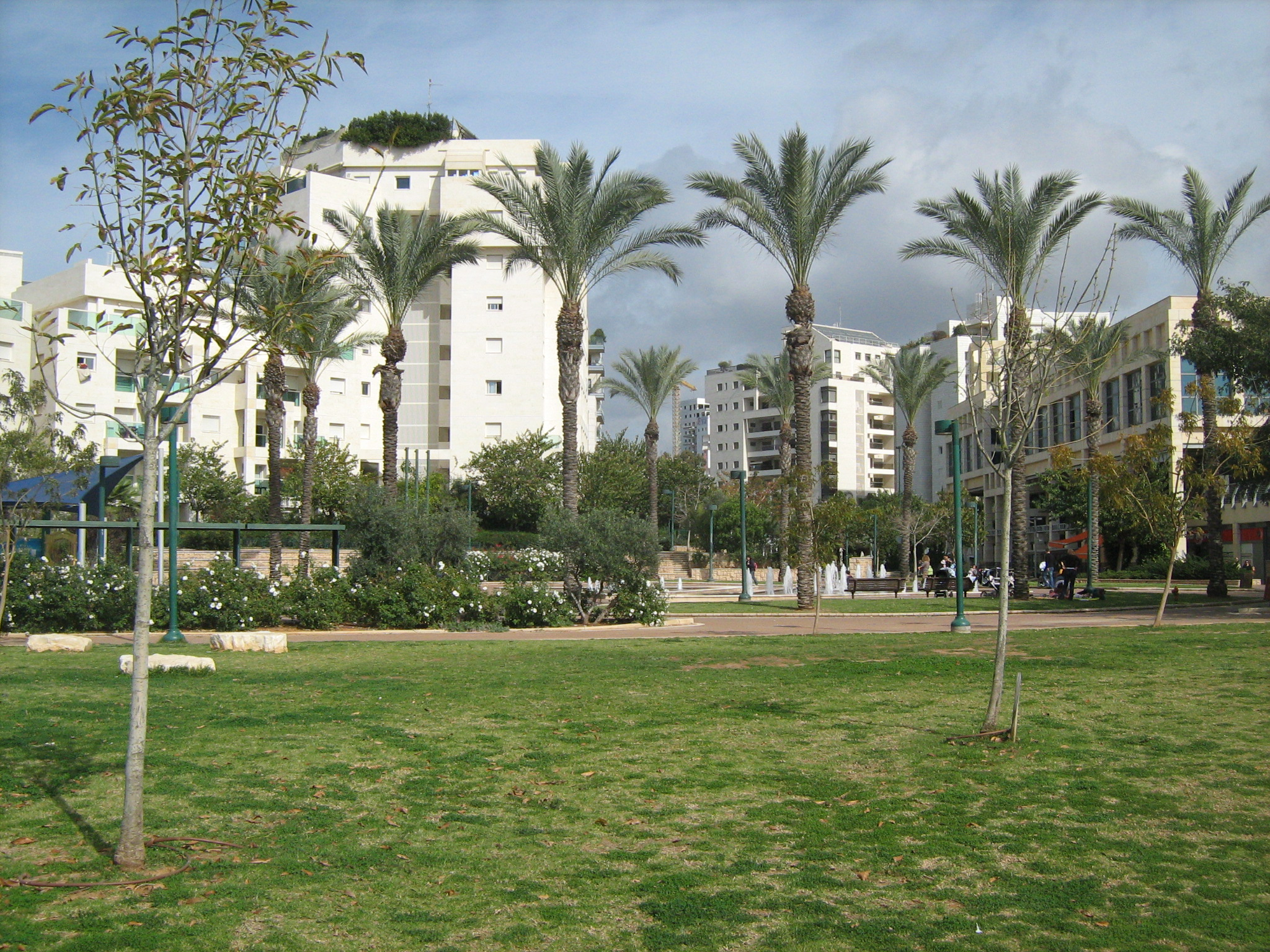
Zástavba ve čtvrti Tel Baruch, Merkaz Mikado

Tel Baruch (hebrejsky: תל ברוך, doslova Baruchův pahorek) je čtvrť v severovýchodní části Tel Avivu v Izraeli. Je součástí správního obvodu Rova 2 a samosprávné jednotky Rova Cafon Mizrach. Skládá se ze dvou podčástí: Tel Baruch Cafon a Tel Baruch Darom.

## Geografie
Leží na severovýchodním okraji Tel Avivu, cca 3 kilometry od pobřeží Středozemního moře a cca 2,5 kilometru severně od řeky Jarkon, v nadmořské výšce okolo 30 metrů. Dopravní osou je takzvaná Ajalonská dálnice dálnice číslo 20, která prochází po jejím západním okraji (společně s železniční tratí). Na západě sousedí se čtvrtí Afeka, na severu s fragmentem volné krajiny a areálem hřbitova Kirjat Ša'ul, na východě s Ne'ot Afeka Bet, na jihu s Ma'oz Aviv Alef.

## Popis čtvrti
Plocha čtvrti je vymezena na severu okrajem katastru města Ramat ha-Šaron, na jihu třídou Sderot Keren kajemet le-Jisra'el, na východě ulicí Bnej Efrajim a na západě Ajalonskou dálnicí. Zástavba má charakter nízkých individuálních domů i vícepodlažních bytových domů. V roce 2007 tu žilo 7990 obyvatel (údaj společný pro čtvrtě Tel Baruch Darom, Tel Baruch Cafon a Revivim). 